# 三陸鐵道
三陸鐵道股份有限公司（日语：／ Sanriku Tetsudō */?），簡稱三陸鐵道或三鐵，是日本岩手縣一家第三部門鐵路營運商，成立於1981年。

## 歷史
三陸鐵道由岩手縣及沿線地方自治体于1981年出資成立，接管因為國鐵再建法而被廢除的日本國有鐵道盛線（盛－吉濱）、宮古線（宮古－田老）、久慈線（普代－久慈），及由日本鐵道建設公團負責，建造中的吉濱－釜石及田老－普代兩段鐵路。
1984年三陸鐵道开始运营，其中盛－釜石称为南谷灣線，宮古－久慈称为北谷灣線。2018年接手東日本大地震后中断的JR東日本山田線宮古 - 釜石区间，并将以上各段鐵路全部合併成為谷灣線。
- 1981年11月10日：三陸鐵道成立。
- 1984年4月1日：北谷灣線、南谷灣線開業。
- 1994年2月22日：南谷灣線一列列車被強風吹翻出軌。
- 2007年8月19日：經營情況惡化，沿線行政區劃決定援助三陸鐵道。發表「三陸鐵道再出發宣言」。
- 2011年
  - 3月11日：三陸鐵道沿線受東日本大地震及引發的海嘯衝擊，北谷灣線及南谷灣線全面停駛。
  - 3月16日：北谷灣線陸中野田－久慈段重開，並提供免費服務至3月31日。
  - 3月20日：北谷灣線宮古－田老段重開。
  - 3月29日：北谷灣線田老－小本段重開。
  - 4月4日：三陸鐵道以社長名義於網站發表公告，指公司已沒有能力恢復其餘路段的服務，需要政府協助。[3]
  - 11月：三陸鐵道以社長名義再於網站發表公告，在國土交通省及岩手縣政府等單位支援下，11月起由鐵道建設運輸施設整備支援機構主導開始重建工程，目標是2012年4月能將北谷灣線復駛路段延伸至田野畑車站，2014年4月全線復駛。[3]
- 2012年4月1日：北谷灣線陸中野田－田野畑重開。
- 2013年4月3日：南谷灣線盛至吉濱之間重開。[4]

- 2014年
  - 4月5日：南谷灣線全線復駛。[5]
  - 4月6日：北谷灣線全線復駛。
  - 12月：JR東日本與岩手縣達成協議，山田線宮古車站至釜石車站間因東日本大地震受損的路段在修復後，移交給三陸鐵道經營。
- 2016年6月1日 - 與台灣鐵路管理局海線締結為姊妹鐵道。
- 2019年
  - 3月23日：山田線宮古車站至釜石車站間轉移至三陸鐵道經營，北谷灣線～原山田線路段～南谷灣線自此全線貫通運行，全長共163公里，並統一稱作「谷灣線」（日语：／ Riasu sen */?）。[2]紅線路段為北谷灣線，橘線路段為原JR山田線，藍線路段為南谷灣線

紅線路段為北谷灣線，橘線路段為原JR山田線，藍線路段為南谷灣線

  - 10月12日：因強烈颱風哈吉貝挾帶的豪雨影響，谷灣線釜石站至久慈站間路線嚴重受損，暫時以公車替代行駛[6][7]。
  - 10月15日：谷灣線宮古～田老站间恢復列車行駛，宮古站至釜石站、田老站至久慈站間仍由公車代替行駛[8]。
- 2020年（令和2年）
  - 3月14日：谷湾线普代～久慈站间恢复列车行驶[9]。
  - 3月20日：谷湾线全线复驶[9]。
  - 5月18日：新田老站開業[10][11]。
- 2024年（令和6年）
  - 8月15日：因颱風瑪莉亞豪雨影響，谷灣線宮古－田老間路線嚴重受損，暫時以公車替代行駛。[12]
  - 9月6日：公車替代行駛區间扩大為宮古－新田老。[13]
  - 11月14日：全线恢复行驶。[13]

## 營運路線
| 中文線名 | 日文線名 | 起點 | 終點 | 距離（公里） |
| -------- | -------- | ---- | ---- | ------------ |
| 谷灣線   |          | 盛   | 久慈 | 163.0        |

## 車輛
三陸鐵道的自有车辆全都被命名为“36型”，“36”的日语读音为，与“三陆”相同。一般列车車身的顏色--藍、紅、白，分別代表海洋、熱情與誠實。

### 現役車輛
- 36-100形
  - 36-100型（日语：三陸鉄道36-100形気動車）（4輛）：最初使用车辆，担当一般列车，并使用至今
  - 36-200型（日语：三陸鉄道36-100形気動車）（4輛）：担当一般列车
- 36-R型（日语：三陸鉄道36-R形気動車）（3輛）：接替36-300・400形，担当临时列车
- 36-700型（14輛）：2013年4月3日开始使用。最初3輛利用科威特援助金導入[4]。2014年三陸鐵道全線恢复運行时再增加3輛[15]。2018年接手山田線区間时又增加8輛。[16]
- 36-Z型（日语：三陸鉄道36-Z形気動車）（1輛）：接替36-2100形，担当临时列车--被爐列车

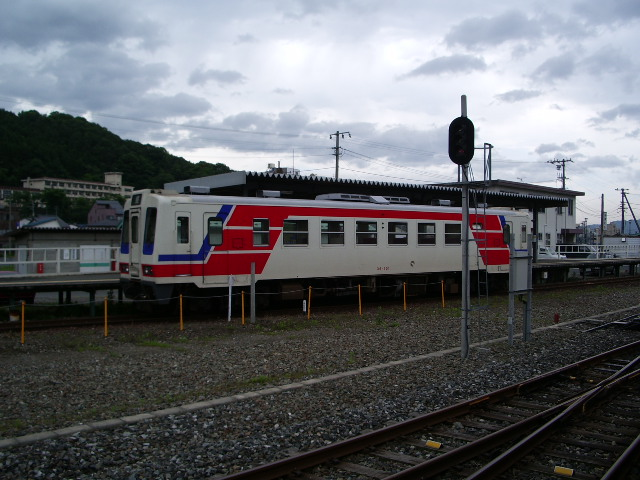
停靠釜石站的36-100形
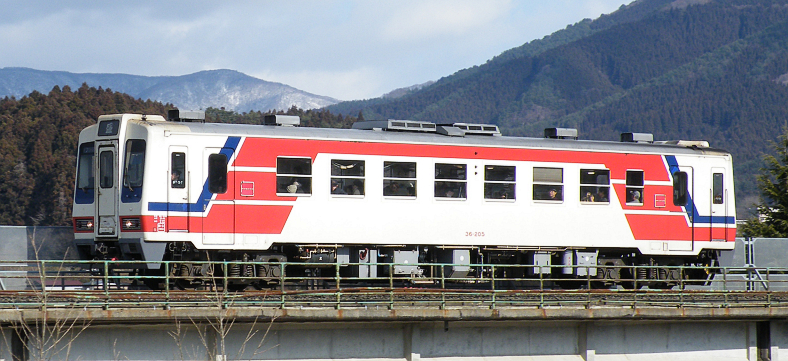
36-200形
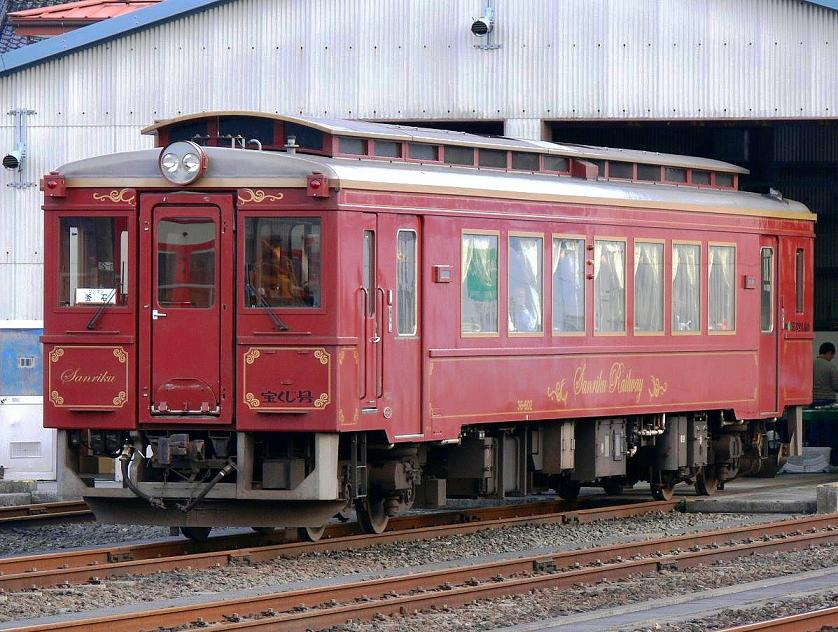
36-R形
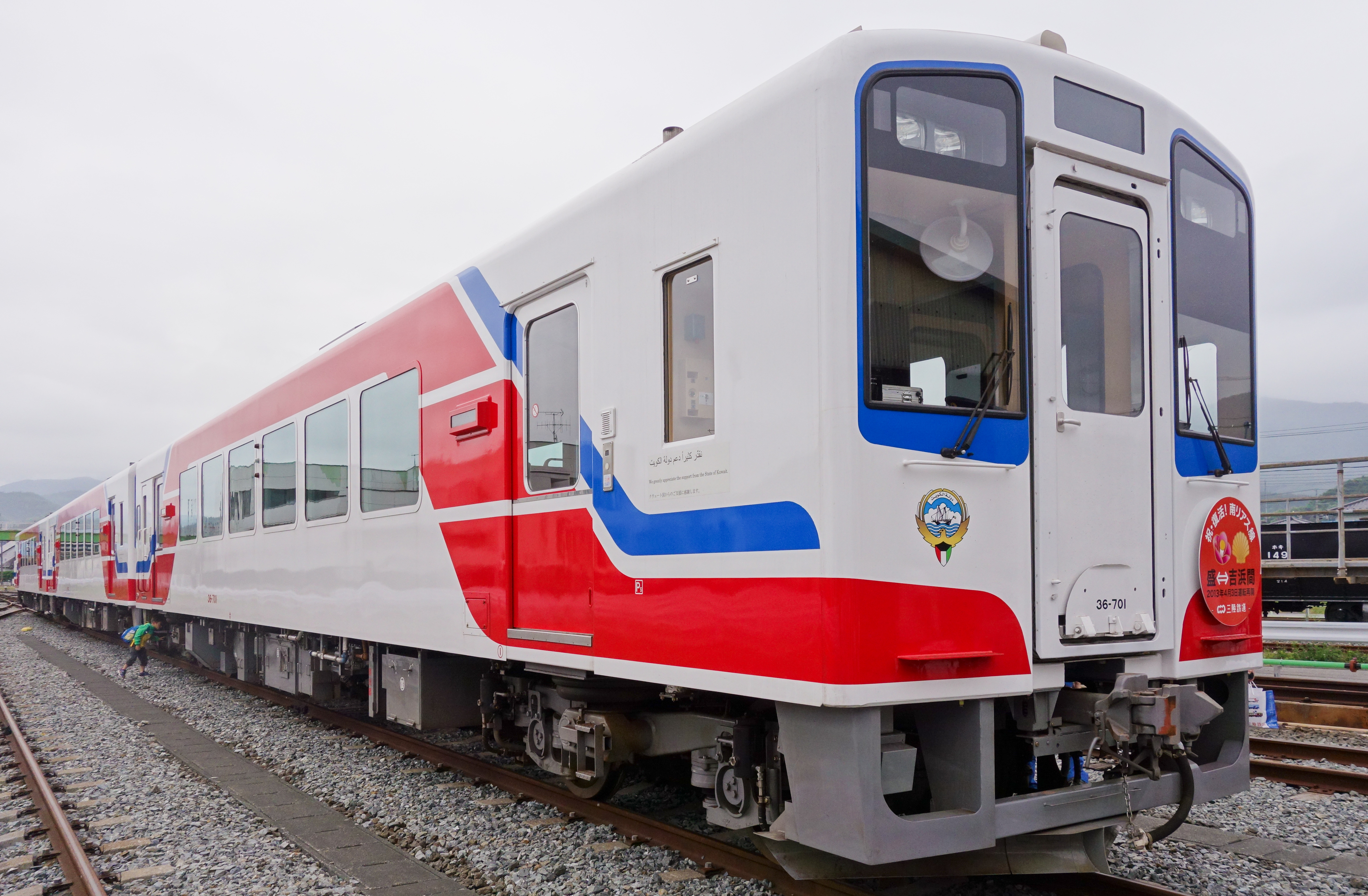
36-700形
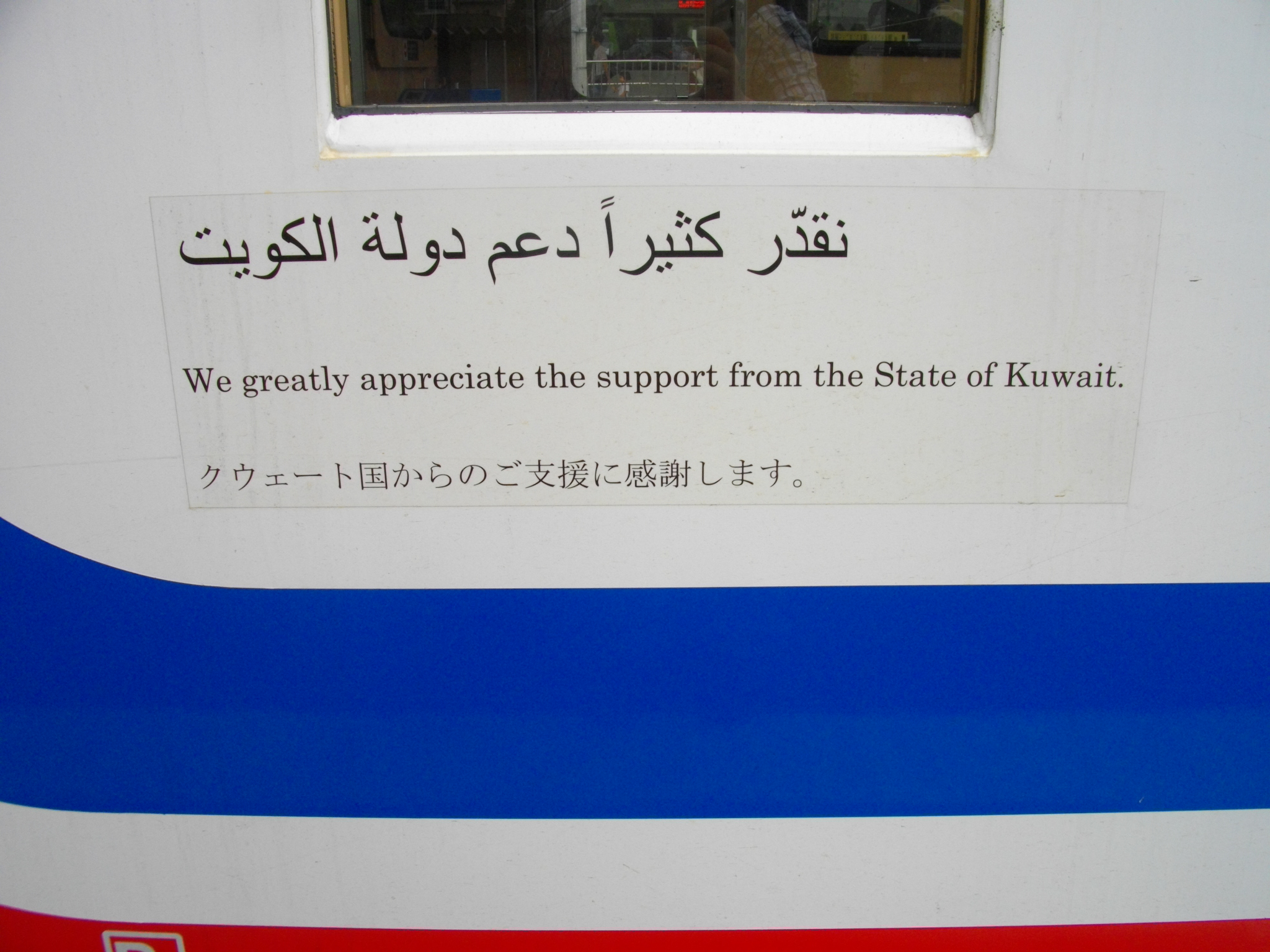
36-700形側面以阿拉伯语、英语、日语书写的感谢文
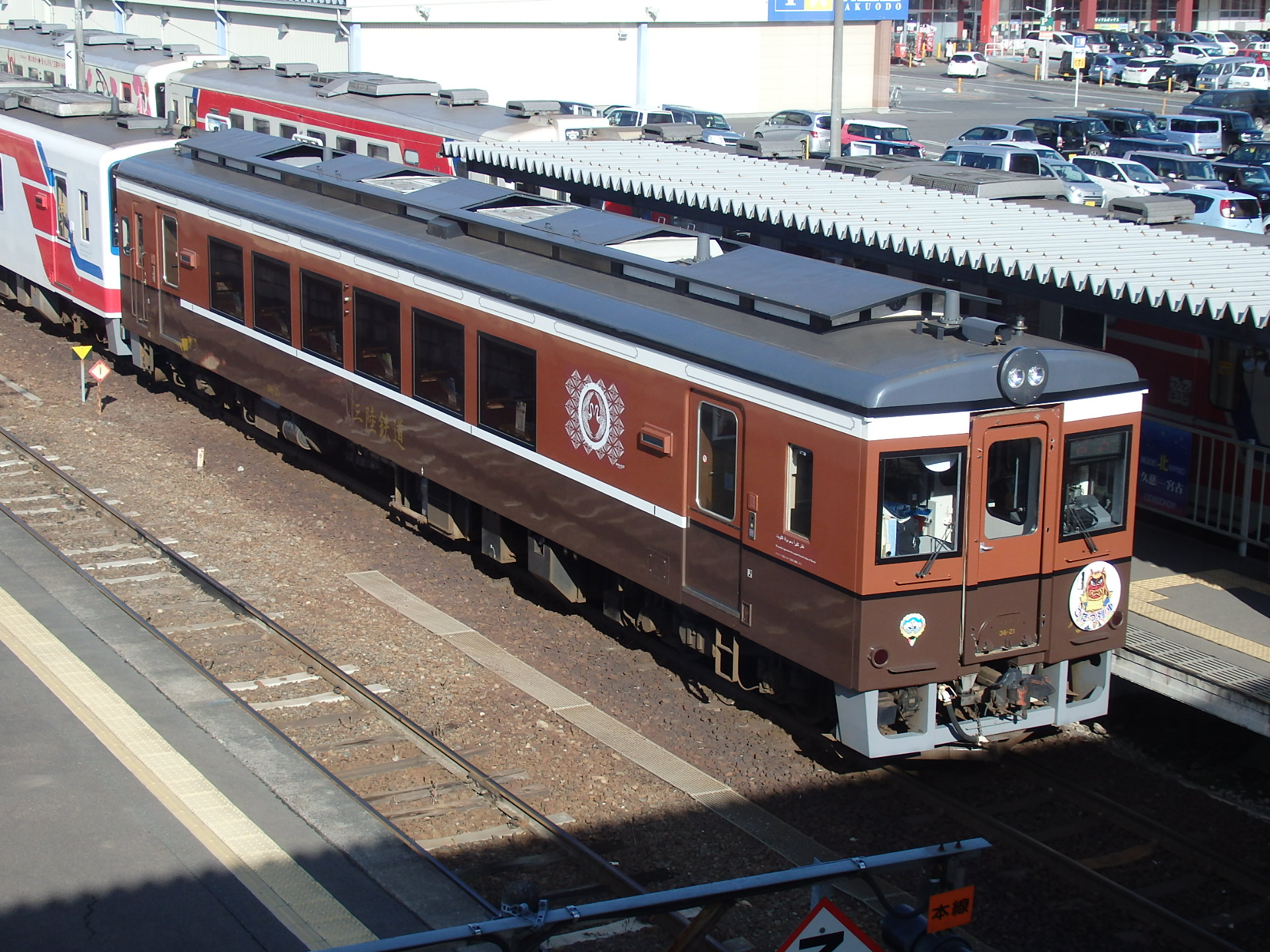
36-Z形

### 除役車輛
- 36-300・400形（日语：三陸鉄道36-300形気動車）：担当临时列车
- 36-500形（日语：三陸鉄道36-500形気動車）：仅1辆，补充1994年事故废车，担当一般列车
- 36-100形
  - 36-1100形（日语：三陸鉄道36-100形気動車）：由36-100形改造，担当临时列车
  - 36-1200形（日语：三陸鉄道36-100形気動車）：由36-200形改造，担当临时列车
  - 36-2100形（日语：三陸鉄道36-100形気動車）：由36-100形改造，担当被爐列车

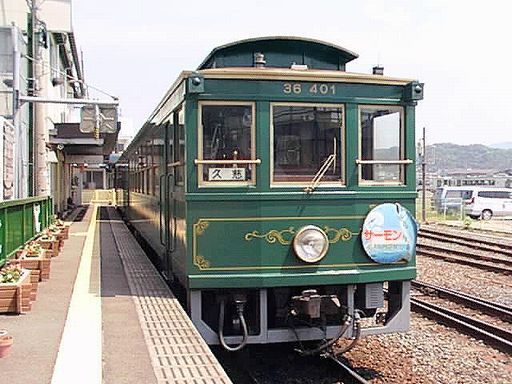
36-400形
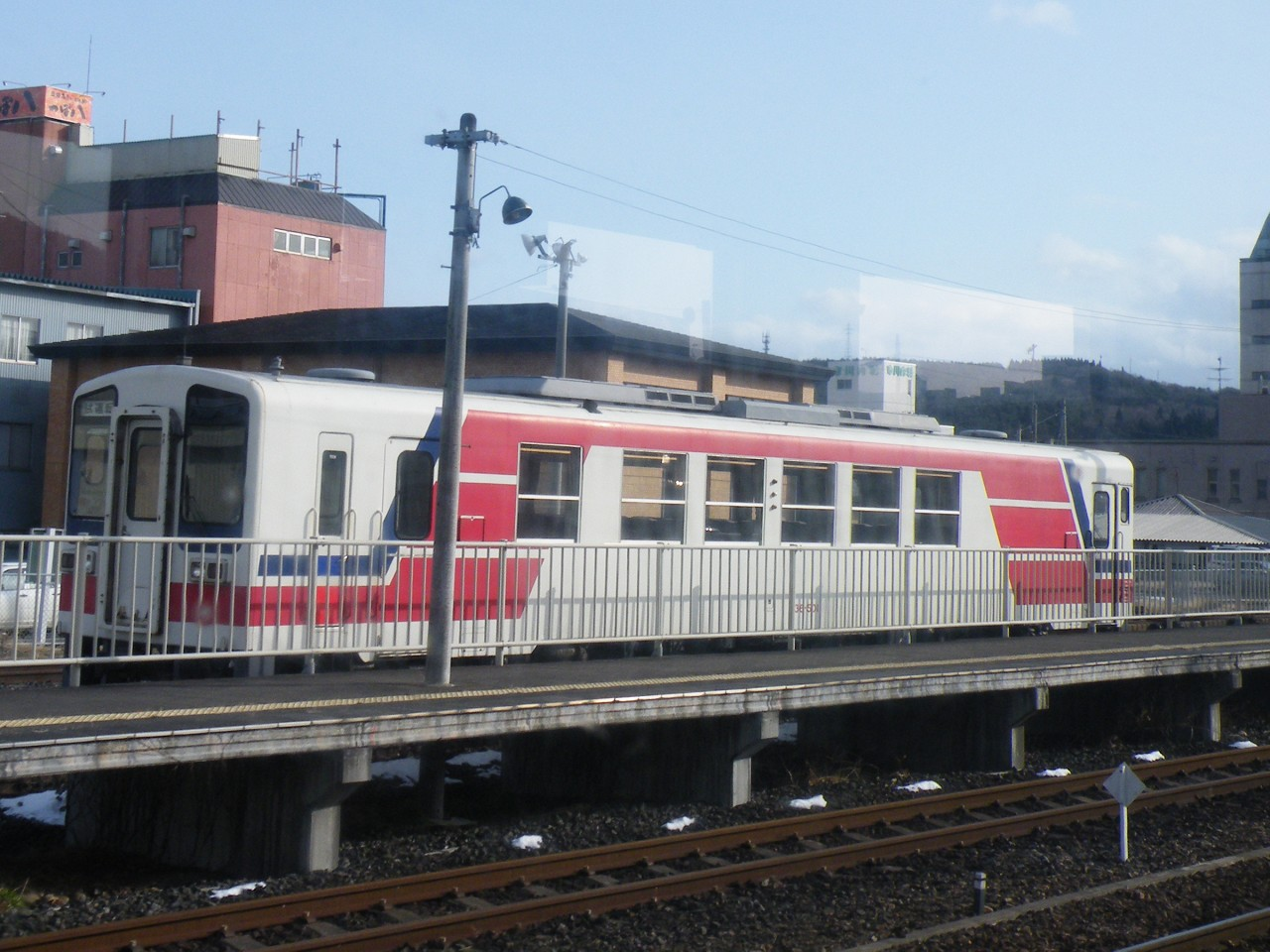
停靠久慈站的36-500形
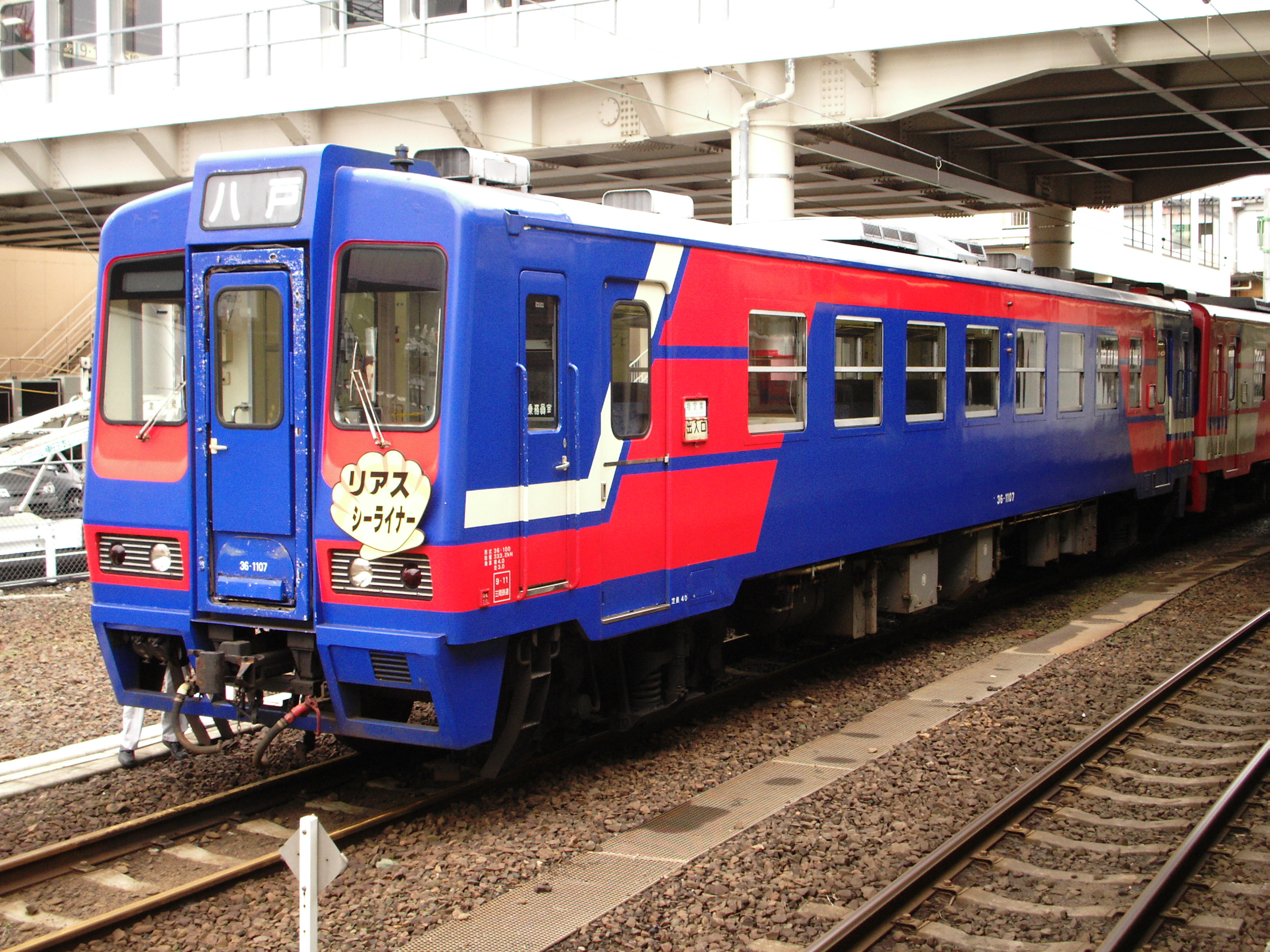
36-1100形
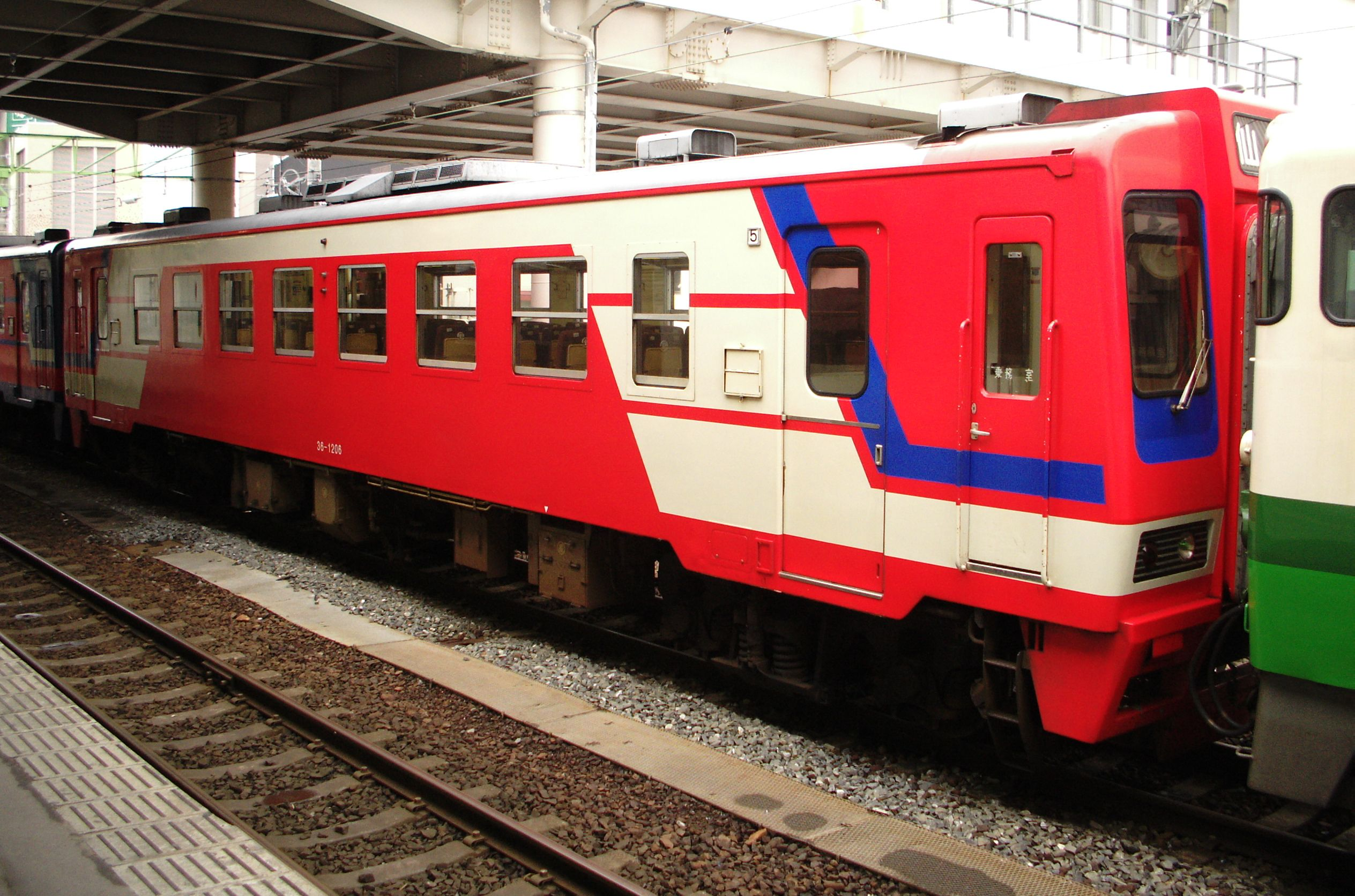
36-1200形
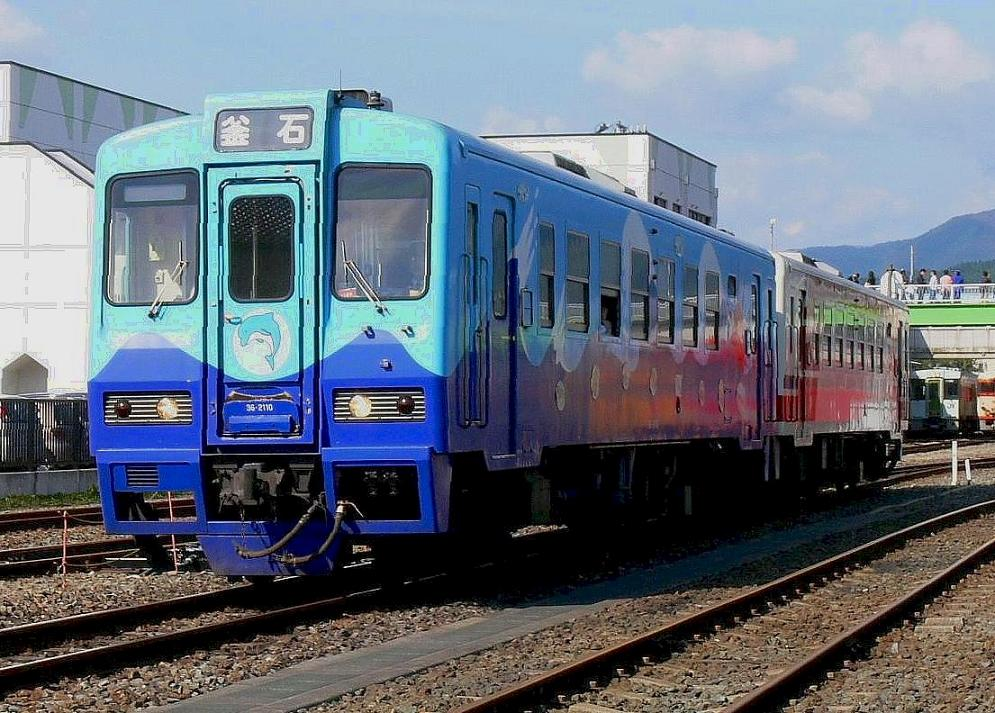
36-2100形

## 相关节目
三陸鐵道北谷灣線是2013年NHK晨間劇《小海女》中虛構的「北三陆铁道」的原型，劇中登場車輛也是三陸鐵道的36-100形柴油動車組。

## 外部連結
- 三陸鐵道官方網站 （页面存档备份，存于）（日語）